# Sjövalla FK
Sjövalla FK, egentligen Sjövalla Frisksportklubb är en idrottsklubb i Mölnlycke ansluten till Frisksportarförbundet. Klubben har sektioner inom bland annat orientering, fotboll, volleyboll, trampolin och mountainbike. 

## Historik
Sjövalla FK grundades 1946 i Sjövalla. 1967 började även verksamhet i Mölnlycke och idag bedrivs all verksamhet i Mölnlycke.

## Volleyboll
Sjövalla FK är en av de 30 första föreningarna i Svenska Volleybollförbundet.